# Coachella (Kalifornija)
Coachella je grad u američkoj saveznoj državi Kalifornija. Prema popisu stanovništva iz 2010. u njemu je živjelo 40,704 stanovnika.